# Tihomir Šutalo
Don Tihomir Šutalo (Boljuni, 1967.), hrvatski katolički svećenik iz Hercegovine, redovnik salezijanac, profesor u Žepču.

## Životopis
Rođen u Stocu od oca Stjepana Šutala i majke pok. Kate r. Goluža. Završio osnovnu školu u Zagrebu. U Rijeci je 1981. ušao u Salezijansko sjemenište. Dne 14. kolovoza 1984. položio je prve redovničke zavjete. Srednju školu je 1986. završio u Salezijanskoj klasičnoj gimnaziji u Rijeci. U Zagrebu studirao teologiju na Katoličkom bogoslovnom fakultetu u Zagrebu od 1987. do 1994. godine i stekao naslov diplomiranog teologa. Dok je studirao dvije je godine bio na pedagoškoj praksi u Zagrebu na Knežiji i u Rimu. Dana 15. kolovoza 1991. u Zagrebu položio je doživotne zavjete. Za đakona je zaređen 9. listopada 1994. po molitvi i rukama apostolskog nuncija u Hrvatskoj mons. Giulia Einaudia. Za svećenika je zaređen 25. lipnja 1995. po molitvi i rukama uzoritog gospodina kardinala Franje Kuharića. Po završetku studija djeluje kao đakon u Rijeci 1994./95. godine. Kao mladomisnik otišao je u novoosnovanu salezijansku ustanovu u BiH gdje je vjeroučitelj i voditelj projekta "Katolički školski centar Don Bosco - Žepče" od 1995. do 1999. godine. U Rimu je potom na poslijediplomskom gdje je magistrirao na Salezijanskom papinskom sveučilištu 2002. stječe titulu za područje školske pedagogije i društvenog priopćavanja. Okončavši studij vratio se u Žepče gdje je obnašao dužnost ravnatelja Katoličkog školskog centra Don Bosco - Žepče od 2002. do 2013. godine. Od 2010. do 2013. bio je ravnateljem salezijanske zajednice u Žepču. Godine 2013./2014. u postnovicijatskoj zajednici "Sv. Tarzicije" u Rimu odgojiteljem je salezijancima studentima filozofije. Godine 2014./2015. voditelj je oratorija u Zagrebu na Jarunu. Od 2015. do danas je kućni ekonom u provincijalnoj kući u Zagrebu. Članom provincijalnog vijeća bio je od 2003. do 2012. godine. Povjerenikom za formaciju bio je od 2003. do 2006., za društveno priopćavanje do 2006. do 2007., za Salezijansku obitelj od 2007. do 2009., a za salezijance suradnike od 2009. do 2011. godine. Od 2015. do danas vrši službu provincijalnog ekonoma. Dne 19. prosinca 2017. godine vrhovni poglavar Salezijanske družbe, don Ángel Fernández Artime, uz suglasnost Vrhovnog vijeća, imenovao je don Tihomira novim provincijalom Hrvatske salezijanske provincije za šestogodišnji mandat od 2018. do 2024. godine. Preuzimanje dužnosti od don Peje Orkića bilo je predviđeno za svibanj 2018. godine.